# Parteni (patrici)
Parteni (Parthenius o Partenius) (Arle vers 485 - Trèveris 548) fou un funcionari gal·loromà d'origen arvern que va servir alhora als ostrogots i als francs.

## Biografia

### Un aristòcrata gal·loromà
Parthenius té orígens aristocràtics arverns; seria el net de l'emperador Avit i emparentat també al bisbe de Llemotges Rurici. Aquesta filiació materna és discutida. Per a Claude Lepelley i per Michel Aubrun, seria el net de Rurici (sic) mentre que per a Michel Fixot, si bé descendeix per la seva mare de la família arvernesa dels Ruricii, no seria més que el nebot del gran bisbe de Llemotges. Per a l'historiador benedictí François Clement, seria el nebot d'Ennodi de la família dels Anicii bisbe de Pavia; aquest mateix autor precisa que Parteni va néixer a Arle, alguns anys abans de la fi del segle Ve i que rebé educació a Roma. Altres autors assenyalen també que estudia a Ravenna.

### Un servidor dels Ostrogots
Des de 507, recomanat a l'arquebisbe d'Arles Cesari, va tornar a la ciutat del Roine on el bisbe va curar un dels seus esclaus. Es va traslladar poc temps després, potser el 508 a Ravenna com a ambaixador de l'assemblea provincial i representant de la ciutat de Marsella. Arthur Malnory indica que no hauria tornat a la seva ciutat natal fins al 520 en l'època del prefecte Liberi, però evoca certament la seva segona tornada, i dona accessòriament alguns elements bibliogràfics sobre aquest personatge, en particular que hauria assassinat la seva dona, Papianil·la, una neta del bisbe Rurici.

### Un servidor dels francs
El 533 o més probablement el 534, quan el prefecte de les Gàl·lies Liberi va deixar Arle, es va quedar entre els funcionaris en funcions a la ciutat i després 536, sota el domini franc, va esdevenir patrici, o segons Édouard Baratier prefecte de les Gàl·lies. Fou el representant del rei Teodobert I. Per a Michel Fixot, el nomenament de Parteni com un dels primers rectores Provinciae, encara que aquesta funció sigui sovint associada al títol de patrici, resta tanmateix hipotètic. Anomenat vir illustrissimus, rebé llavors el 544 el títol de mestre officiorum atque patricius per a la Gàl·lia.
Gregori de Tours, citat per Michel Fixot, dona algunes informacions sobre la seva mort esdevinguda vers el 548, poc després de la de Teodebert: hauria mort assassinat a Trèveris pels francs basant-se en una política fiscal massa opressiva. Tanmateix per a François Clement, aquest Parteni lapidat pels francs, no seria el Parteni magister officiorum del 544.